# P. P. Arnold
 (février 2015).
Si vous disposez d'ouvrages ou d'articles de référence ou si vous connaissez des sites web de qualité traitant du thème abordé ici, merci de compléter l'article en donnant les références utiles à sa vérifiabilité et en les liant à la section « Notes et références ».
Patricia Ann Cole née le 3 octobre 1946 à Los Angeles, est une chanteuse soul et rock américaine, mieux connue sous son nom de scène P.P. Arnold. Après avoir été choriste et danseuse aux États-Unis pour le groupe Ike & Tina Turner Revue de 1964 à 1966, elle décide de vivre en Angleterre pour y faire carrière seule. Elle chante alors avec le groupe The Small Faces, puis avec Chris Farlowe & The Thunderbirds en compagnie du guitariste Albert Lee et du batteur Carl Palmer avant de rencontrer le manager Andrew Loog Oldham, qui la met en contact avec le pianiste et organiste Keith Emerson, qui fonde alors le groupe The Nice afin de l'accompagner sur scène.

## Biographie
Elle se marie jeune et a deux enfants. En 1964, elle devient membre des choristes The Ikettes et accompagne en tournée le groupe de Ike & Tina Turner. Alors qu'ils tournent en Angleterre, Pat quitte le groupe et s'installe à Londres pour une carrière solo. Elle est choriste sur les singles du groupe Small Faces, Tin soldier et Itchycoo Park en 1967. Elle participe aussi au single de Chris Farlowe & The Thunderbirds, Reach Out (I'll Be There), une chanson qui se retrouve également sur l'album The Art of Chris Farlowe, produit par Mick Jagger qui est lui aussi choriste.
En 1967, avec l'aide de son manager Andrew Loog Oldham, elle rencontre Keith Emerson qui monte alors un quatuor pour l'accompagner sur scène. Avec le guitariste-trompettiste David O'List, le bassiste Keith Lee Jackson et le batteur Ian Hague, naquit ainsi le groupe The Nice dont le nom est inspiré justement par une chanson des Small Faces Here Come The Nice.
En 1967 toujours, elle chante avec Rod Stewart sur la face B d'un single la chanson Come home baby, avec Ron Wood à la guitare, Keith Richards à la basse, Nicky Hopkins au piano, Keith Emerson à l'orgue Hammond et Micky Waller à la batterie.
En octobre 1968, elle se marie en secondes noces avec Bill Siddons (qui est le manager de The Doors entre 1968 et 1972).
L'année suivante, elle fait partie des choristes qui participent au fameux album-concept signé Tim Rice et Andrew Lloyd Weber, Jesus Christ Superstar, phénomène de l'année 1969 qui réunit de grands artistes et musiciens, dont les chanteurs Murray Head et Ian Gillan, le pianiste Karl Jenkins, le batteur John Marshall, le claviériste J. Peter Robinson, les guitaristes Henry McCullough et Neil Hubbard, etc.
En 1971, PP est choriste avec les Soul Sisters, trio formé avec Doris Troy — que l'on retrouve 2 ans plus tard sur The Dark Side of the Moon de Pink Floyd — et Claudia Lennear, sur l'album Rock on de Humble Pie. Elle sera également choriste sur des albums de Nick Drake, Graham Nash, Gary Wright, Nektar et Nils Lofgren. Elle travaille aussi sur l'album So de Peter Gabriel en 1986, notamment pour les chansons à succès Sledgehammer et Big Time. Puis elle accompagne comme choriste Roger Waters sur les albums Amused to Death, In the Flesh: Live et la compilation Flickering Flame: The Solo Years Vol. 1.  On la retrouve aussi sur la tournée Dark side of the moon de Waters de 2006 à 2008.

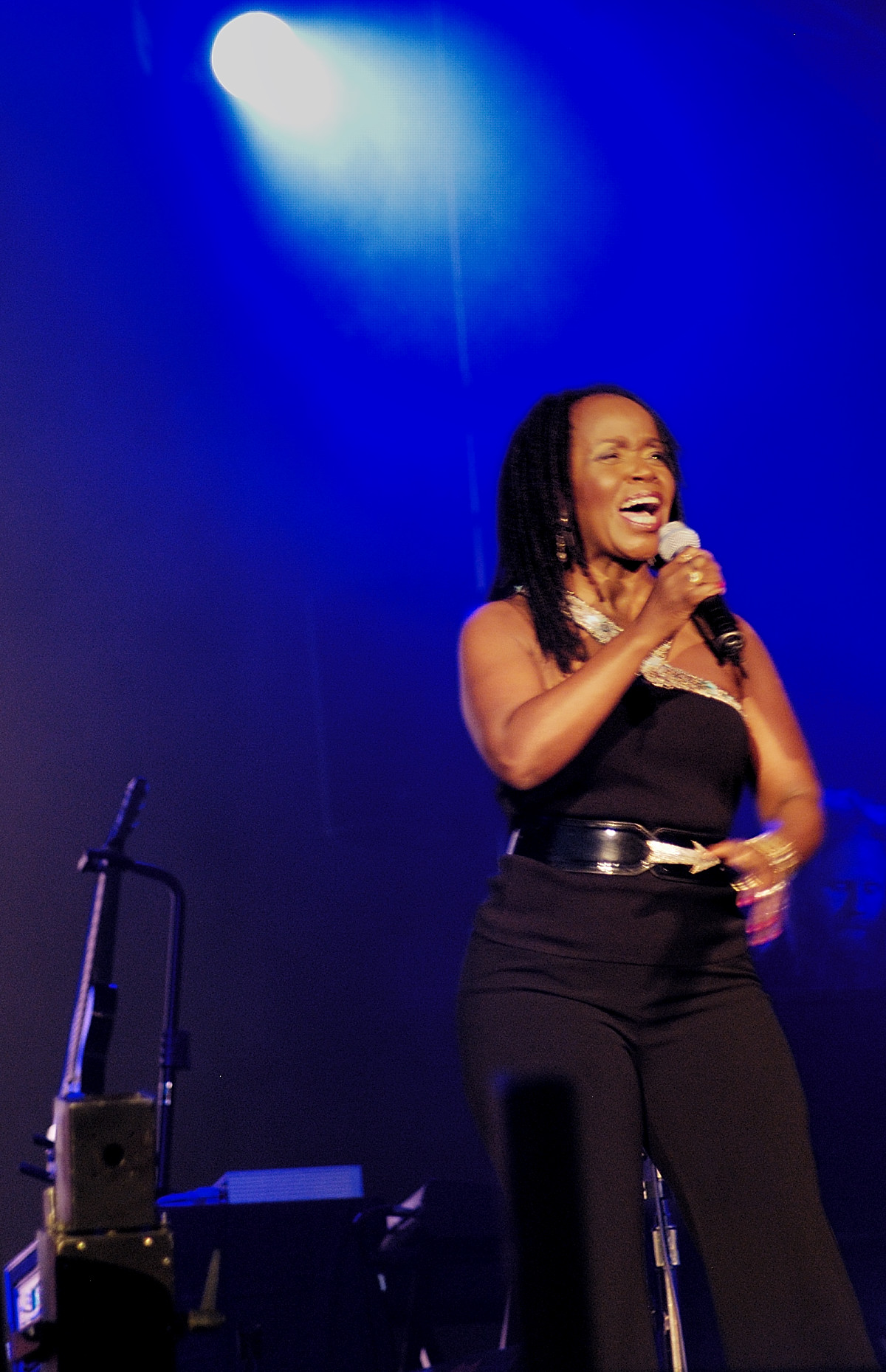
PP Arnold en juillet 2006.

Le 9 août 2019 parait son premier disque de chansons originales depuis 51 ans : The New Adventures Of...P.P. Arnold. L'album est produit par Steve Cradock du groupe Ocean Colour Scene avec l'aide de Paul Weller.

## Discographie

### Ike & Tina Turner
Singles :
- "What'cha Gonna Do (When I Leave You)" (1966) – The Ikettes – chant et chœurs
- "River Deep, Mountain High" (1966) – Ike and Tina Turner – chœurs

### Choriste

#### Singles
- Itchycoo Park/I'm Only Dreaming - Small Faces : 1967 - P. P. est choriste sur la face A.
- Tin Soldier/I Feel Much Better - Small Faces : 1967 - Chœurs sur la face A.
- Come Home Baby - Rod Stewart : 1967 - Avec Ronnie Wood, Keith Richards, Nicky Hopkins, Keith Emerson et Micky Waller
- Reach Out (I'll Be There) - De Chris Farlowe & The Thunderbirds : 1967 - Avec Albert Lee et Carl Palmer.
- Burn It Up - Beatmasters : 1988
- What Time is Love - The KLF : 1989

#### Albums
- There Are But Four Small Faces - Des Small Faces (1967) - Version américaine du premier album des Small Faces.
- The Art of Chris Farlowe - Du groupe Chris Farlowe's Thunderbirds - (1967) - Chœurs sur Reach out (I'll be there - Avec Albert Lee et Carl Palmer.
- Looking On de The Move (1970) - Avec Roy Wood et Jeff Lynne.
- Jesus Christ Superstar - De Andrew Lloyd Weber et Tim Rice - (1970) Avec Ian Gillan, Murray Head, Karl Jenkins et John Marshall entre autres.
- Rock On - De Humble Pie - (1971) - Avec les Soul Sisters, Doris Troy et Claudia Lennear.
- Bryter Layter - De Nick Drake - (1971) - Chœurs avec Doris Troy sur la pièce Poor boy.
- Songs for Beginners de Graham Nash - Chœurs sur Military Madness
- The sun, moon & herbs - De Dr. John (1971) - Chœurs avec Mick Jagger, Doris Troy, Shirley Goodman, Tami Lynn, Bobby Whitlock.
- Songs for beginners - De Graham Nash : 1971 Chœurs sur la chanson Military Madness.
- Footprint - De Gary Wright - (1971) Avec George Harrison, Klaus Voormann, Mick Jones, Alan White, Doris Troy, Nanette Workman entre autres.
- Down the Road - De Stephen Stills Manassas - (1973)
- Down to earth - De Nektar - (1974)
- Cry tough - De Nils Lofgren - (1976)
- So - De Peter Gabriel - (1986) - Chœurs sur Sledgehammer et Big time.
- 30 Seconds To Midnite - De Steve Marriott - (1989)
- Street - De Nina Hagen - (1991)
- Amused to Death - De Roger Waters - (1992) - Chant sur 4 pièces.
- Long Agos And Worlds Apart - A Tribute To The Small Faces - Artistes Variés - (1995) Chœurs sur Understanding avec Primal Scream.
- Portraits of Bob Dylan - De Steve Howe (1999) - Chant sur Well, Well, Well.
- In the Flesh: Live - De Roger Waters - (2000)
- Immediate Pleasure - Artistes Variés - (2002) - Album compilation des disques Immediate contenant la pièce Come home baby de 1967, avec Ronnie Wood, Keith Richards, Nicky Hopkins et Keith Emerson.
- Flickering Flame: The Solo Years Vol. 1 - De Roger Waters - (2002)
- Sept Psychopathes - Bande originale  film homonyme - (2012) - Sa version de la chanson The first cut is the deepest.

### Albums studio
- The First Lady Of Immediate : 1967
- Kafunta: 1968
- The Turning Tide : 2017 - Avec Eric Clapton, Bobby Keys, Jim Price, Carl Radle, Rita Coolidge, Bobby Whitlock, etc.
- The New Adventures of...P.P. Arnold : 2019

### Dr. Robert & P. P. Arnold
- Five In The Afternoon : 2007

### Singles
- The Time Has Come/If You See What I Mean : 1967
- Everything's Gonna Be Alright/Life Is But Nothing : 1967
- The First Cut Is The Deepest/Speak To Me : 1967
- (If You Think You're) Groovy/Though It Hurts Me Badly : 1967
- The First Cut Is the Deepest / Everything's Gonna Be Alright / Speak To Me / Life Is But Nothing : Maxi Single 1967
- Angel Of The Morning/Life Is But Nothing : 1968
- Angel of the morning/As tears go by : 1968
- Face A -Small Faces : Donkey Rides, A Penny, A Glass... Face B - P P Arnold Angel of the morning : 1968
- Would You Believe/Am I still dreaming? : 1968
- Bury Me Down By The River/Give A Hand, Take A Hand : 1969
- God Only Knows/Am I Still Dreaming : 1969
- A Likely Piece Of Work/May The Winds Blow : 1970
- The First Cut Is The Deepest/King Of Kings : 1976
- The First Cut Is The Deepest/Angel Of The Morning : 1978
- Angel Of The Morning/The First Cut Is The Deepest/Time Has Come : 1983
- Electric Dreams/Electric Dreams (Esperanto Mix) : 1984
- A Little Pain/Smile : 1985
- Supergrass/The Inside Man : 1985
- The Beatmasters With P.P Arnold – Burn It Up/Acid Burn : 1988
- The Jewellers Feat. P.P. Arnold – Crying Hoping Waiting/Crawfish (Remix) : 1989
- Pressure Point And P.P Arnold – Dreaming (Easy Dreaming Mix)/Dreaming (Edit)/Dreaming (John Williams Mix)/Dreaming (Instrumental) : 1989
- Pressure Point And P.P. Arnold – Stay (LP Version)/Stay (The Greedy Beat Syndicate Remix)/Stay (The Edited Greedy Beat Mix) : 1990
- Dynamite (The Ritchie Rich Mixes)/Dynamite (Radio Mix One)/Dynamite (Radio Mix Two) : 1990
- Key West & P.P. Arnold – Let Your Love Shine : 1993
- P.P. Arnold And The Primes - Stevie's Buzz – Understanding / Autumn Stone : 1996
- Different Drum : 1998
- Ocean Colour Scene With PP Arnold - It's A Beautiful Thing : 1998
- Chip Taylor & P.P. Arnold – Temptation : 2001
- Small Faces / Rod Stewart & P.P. Arnold – Don't Burst My Bubble/Come Home Baby : 2005
- Dr. Robert & P.P. Arnold – I Saw Something : 2007
- Beautiful Song : 2013
- The First Cut Is The Deepest/King Of Kings : 2013

### Compilations
- P.P. Arnold / Chris Farlowe : (1976)
- P.P. Arnold Greatest Hits : (1977)
- Chris Farlowe / P.P. Arnold : Legendary : (1979)
- Angel... : (1986)
- The P.P. Arnold Collection : (1988)
- Kafunta - The First Lady Of Immediate: Plus : (1988)
- The First Cut ; (1998)
- The Best Of : (1999)
- Rod Stewart 1964 - 1969 de Rod Stewart : (2000) - contient le morceau Come home baby
- The First Cut (The Immediate Anthology) : (2001)
- Rod Stewart A Little Misunderstood: The Sixties Sessions (2001) - Come home baby
- Rod Stewart & The Steampacket – Can I Get A Witness - Idem : (2001)
- Immediate Pleasure - Artistes Variés (2002) - Album compilation des disques Immediate contenant la pièce Come home baby de 1967
- Angel Of The Morning : (2006)
- The Best Of P.P. Arnold - The First Cut Is The Deepest : (2006)
- The Best Of P.P. Arnold : (2007)
- P.P. Arnold : (2008)